# 臺灣國際陶藝雙年展

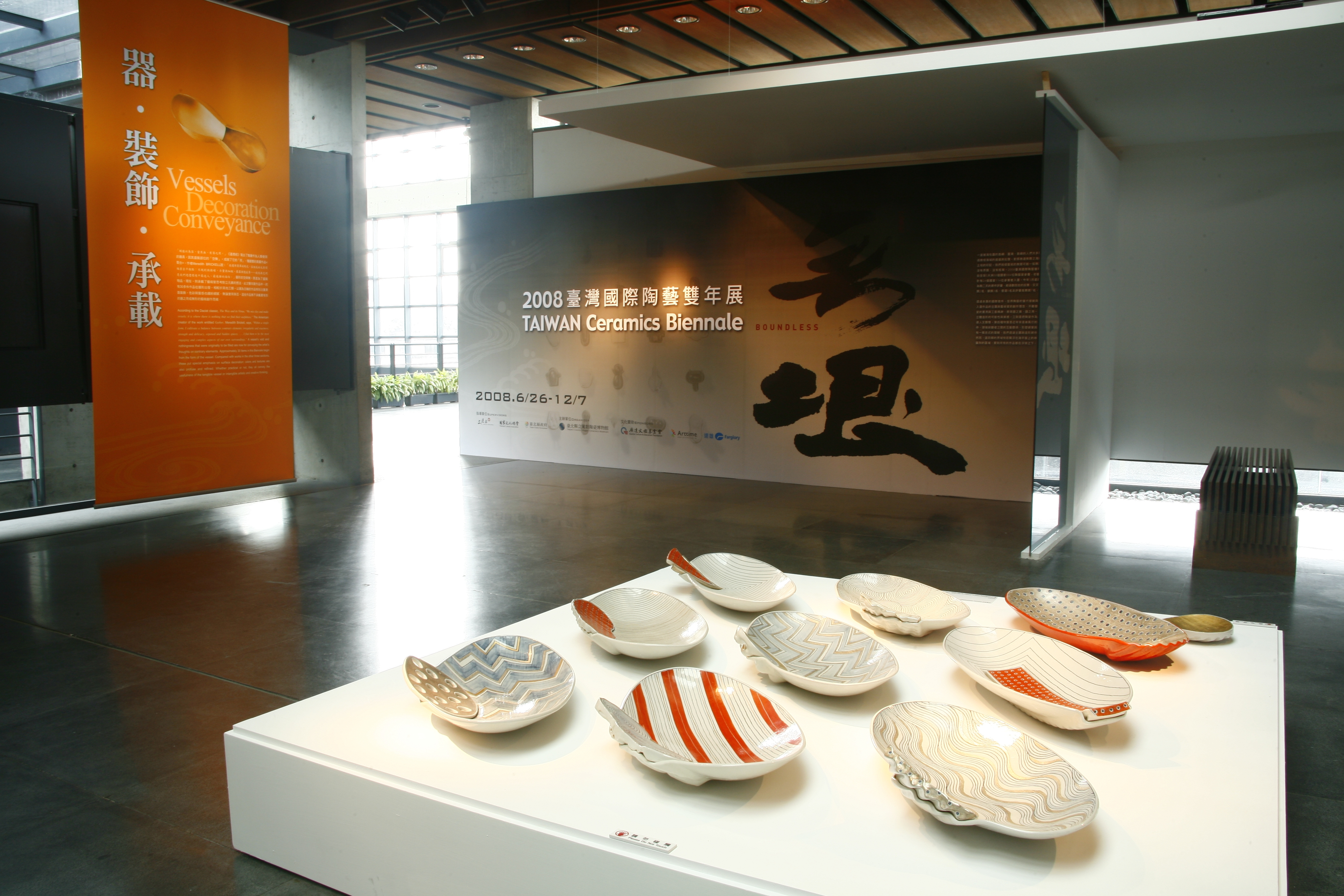
2008年臺灣國際陶藝雙年展

臺灣國際陶藝雙年展是新北市立鶯歌陶瓷博物館每兩年舉辦一次的国际陶藝展覽活動，通过陶藝作品國際競賽和國際策展人主題性策展兩種方式，促進臺灣與國際间的陶藝交流。

## 展覽沿革
新北市立鶯歌陶瓷博物館於2004年舉辦「第一屆臺灣國際陶藝雙年展」後，自2008年起開始採取「作品競賽展」和「主題策劃展」雙年交替的模式展出。透過陶藝作品與策展人競賽的方式，以主題性策展提出新觀點，探索陶藝的多元表現，同时也使得許多國際陶藝人士瞭解臺灣陶藝文化特色，成为臺灣與國際陶藝家交流切磋的平臺。

## 歷屆展覽

### 2004年第一屆臺灣國際陶藝雙年展
- 日期：2004年7月20日至9月12日
- 地點：臺北縣立鶯歌陶瓷博物館(今新北市立鶯歌陶瓷博物館)三樓特展室

### 2008年臺灣國際陶藝雙年展
- 主題：無垠
- 日期： 2008 年 7 月至 12 月
- 地點：臺北縣立鶯歌陶瓷博物館(今新北市立鶯歌陶瓷博物館)三樓特展室

### 2010年臺灣國際陶藝雙年展
- 主題：嗑牙樂(KORERO)
- 日期： 2010 年 7 月至 10 月
- 地點：臺北縣立鶯歌陶瓷博物館(今新北市立鶯歌陶瓷博物館)三樓特展室

### 2012年臺灣國際陶藝雙年展
- 主題：陶藝觀象
- 日期： 2012 年 7 月至 11 月
- 地點：新北市立鶯歌陶瓷博物館三樓特展室

### 2014年臺灣國際陶藝雙年展
- 主題：新陶時代
- 日期： 2014 年 5 月至 10 月
- 地點：新北市立鶯歌陶瓷博物館三樓特展室

### 2016年臺灣國際陶藝雙年展
- 主題：陶觀
- 日期： 2016 年7月至2018年 1 月
- 地點：新北市立鶯歌陶瓷博物館三樓特展室

## 歷屆首獎作品

### 2004第一屆臺灣國際陶藝雙年展
- 日本吉川正道：茺漠甘泉

### 2008臺灣國際陶藝雙年展首獎
- 臺灣朱芳毅：物件記憶‧記號‧紀錄

### 2012臺灣國際陶藝雙年展首獎
- 香港曾章成：驚奇的水花

### 2016臺灣國際陶藝雙年展首獎
- 日本小島修：懷舊15 TWT-02
- 臺灣吳育霈：土

## 策展人決選勝出者

### 2010臺灣國際陶藝雙年展
- 紐西蘭Moyra Elliott策展主題：《嗑牙樂》（紐西蘭 毛利語「會話」之意）

### 2014臺灣國際陶藝雙年展
- 南非Wendy GERS 策展主題：《當代陶藝：藝術、設計與數位材質》

## 外部連結
- 新北市立鶯歌陶瓷博物館 （页面存档备份，存于）
- 臺灣國際陶藝雙年展